# Peter Christian Abildgaard
Peter Christian Abildgaard (Copenhaga, Dinamarca, 22 de dezembro de 1740 — 2 de janeiro de 1811) foi um médico, veterinário e naturalista dinamarquês.

## Biografia
A pedido de Johann Friedrich Struensee, Abildgaard fundou em 1773 a Escola Veterinária de Christianshavn, uma das escolas mais antigas da Europa e cuja primeira biblioteca consistia na coleção do próprio Abildgaard. A escola foi transferida para Frederiksberg em 1858 para se tornar a Royal Veterinary and Agricultural University e hoje constitui a Faculdade de Ciências Naturais da Universidade de Copenhagen.
Abildgaard também é conhecido por ter sido o primeiro a usar eletricidade para ressuscitar um animal: um primeiro choque elétrico na cabeça de uma galinha causou a morte aparente do animal, enquanto um segundo choque, aplicado em seu tórax, o reanimou.
Abildgaard então fundou a Sociedade de História Natural em 1789.